# 海迪·赖欣内克
海迪·赖欣内克（德語：Heidi Reichinnek，發音：[ˈhaɪdi ˈʁaɪçinɛk]；1988年4月19日—）德国政治家，联邦议会议员，2024年起任左翼党领导人。赖欣内克在左胳膊上刺有马克思主义者罗莎·卢森堡的纹身。她活跃于社交网络，在数个社交平台上有上百万的支持者。通过政论短视频，她成为TikTok上备受关注的政治人物。2025年德國聯邦議院選舉前夕，赖欣内克在议会发表了激烈的反法西斯主义演讲，批判了联盟党与极右翼的妥协，呼吁保护移民权利，相关视频在社交媒体上走红，带动左翼党获得大量支持，在之后的选举中取得了出人意料的佳绩。

## 生平
赖欣内克生长于萨克森-安哈尔特州的奥布豪森。她的母亲是化学行业的一名熟练工人，父亲是一名电工。高中毕业后，她于2007至2011年在哈雷-维滕贝格大学学习近东研究和政治学，并获得文学学士学位。在学期间，她于2010年9月至2011年6月居于开罗，经历了阿拉伯之春影响下的埃及革命。随后，她开始在马尔堡大学学习，并于2013年获得近东和中东政治与经济专业的文学硕士学位。
2013年至2015年，她在马尔堡近东和中东研究中心工作，在联邦外交部关于阿拉伯转型社会中的伊斯兰主义和萨拉菲主义的研究项目中担任研究助理。2015-2016年德国难民危机期间，赖希内克作为语言和文化方面的专业人士，负责难民儿童和青少年的教育，教授他们语言技能等。2017年至2020年，她担任民主化、预防极端化和社区工作领域的项目协调员。自2021年直至其进入德国联邦议院为止，她在奥斯纳布吕克的新教青年服务机构担任教育工作者，在任期内被免职。她住在奥斯纳布吕克。
自2025年2月起，赖欣内克开始经营一档名为“海迪与……的碰面”（Heidi trifft...）的以采访的形式录制的播客。